# Lemmings (Blink-182)
Lemmings è il secondo singolo split dei blink-182 e degli Swindle. Fu pubblicato nel 1996 dopo Dude Ranch.

## Tracce
Lato 1
1. Blink-182 – Lemmings

Lato 2
1. Swindle – Going Nowhere
2. Swindle – One Track

## Formazione
blink-182
- Mark Hoppus – bassista, voce
- Tom DeLonge – chitarrista, voce
- Scott Raynor – batterista